# Clavipalpula
Clavipalpula é um gênero de traça pertencente à família Arctiidae.